# Земля блакитна, ніби апельсин
«Земля блакитна, ніби апельсин» — повнометражний документальний фільм 2020 року режисерки Ірини Цілик.
Міжнародна прем'єра документалістики стрічки відбулася 24 січня 2020 року на американському кінофестивалі «Sundance Film Festival», де вона отримала нагороду за кращу режисуру в категорії світової документалістики. Українська прем'єра документалістики стрічки відбулася 24 квітня 2020 року на Міжнародному фестивалі документального кіно з прав людини  Docudays UA, де фільм отримав дві нагороди у категорії національного та міжнародного конкурсів. В обмежений український прокат стрічка вийшла 26 листопада 2020 року; дистриб'ютор — Arthouse traffic.
Займає 34-у позицію у списку 100 найкращих фільмів в історії українського кіно.

## Сюжет
У фільмі йдеться про сім'ю, яка живе в так званій «червоній зоні» Донбасу, де вже шостий рік тривають воєнні дії. Буденність для цивільних людей у прифронтовій зоні докорінно змінилася. 36-річна Ганна сама виховує чотирьох дітей. Обстріли у Красногорівці, де живуть герої стрічки, не припиняються. Але, попри всі труднощі, ця родина є дуже дружною і життєрадісною. Мама й діти мають захоплення, грають на музичних інструментах і, що найцікавіше, знімають самотужки фільми про своє життя під час війни.

## Виробництво
Стрічка є повнометражним дебютом Ірини Цілик. Кінопроєкт фільму «Земля блакитна, ніби апельсин» (робоча назва — «Жовтий автобус») став одним із переможців Десятого конкурсного відбору Держкіно, сума державної фінансової підтримки склала 2 млн 728,2 тис. грн (48,3 % загальної вартості виробництва фільму).
Назва «Земля блакитна, ніби апельсин» — це цитата з вірша поета-сюрреаліста Поля Елюара.
Фільмування проходило у 2017—2019 роках у Красногорівці, Авдіївці, Кураховому Донецької області, а також у Києві.

## Реліз
Міжнародна прем'єра стрічки відбулася 24 січня 2020 на американському кінофестивалі «Sundance Film Festival», де вона отримала нагороду за кращу режисуру в категорії світової документалістики. Українська прем'єра стрічки відбулася 24 квітня 2020 на Міжнародному фестивалі документального кіно про права людини Docudays UA, де фільм отримав дві нагороди у категорії національного та міжнародного конкурсах. В обмежений український прокат стрічка вийшла 26 листопада 2020 року; дистриб'ютор — Arthouse traffic.

## Нагороди та номінації
| Список нагород та номінацій | Список нагород та номінацій                                       | Список нагород та номінацій                        | Список нагород та номінацій | Список нагород та номінацій | Список нагород та номінацій |
| Рік                         | Кінофестиваль/Кінопремія                                          | Категорія                                          | Номінант(ка)                | Результат                   | Дж                          |
| --------------------------- | ----------------------------------------------------------------- | -------------------------------------------------- | --------------------------- | --------------------------- | --------------------------- |
| 2020                        | Adelaide Film Festival                                            | Найкращий документальний                           | Ірина Цілик                 | Номінація                   | [ 12 ]                      |
| 2020                        | Берлінський міжнародний кінофестиваль                             | Generation 14plus                                  | Ірина Цілик                 | Номінація                   | [ 13 ]                      |
| 2020                        | Biografilm Festival                                               | Нові таланти                                       | Ірина Цілик                 | Перемога                    | [ 14 ] [ 15 ]               |
| 2020                        | Docudays UA                                                       | Міжнародний конкурс Docu/Світ                      | Ірина Цілик                 | Перемога                    | [ 16 ]                      |
| 2020                        | Docudays UA                                                       | Національний конкурс Docu/Україна                  | Ірина Цілик                 | Перемога                    | [ 16 ]                      |
| 2020                        | Dokufest                                                          | Найкращий фільм про права людини                   | Ірина Цілик                 | Перемога                    | [ 17 ]                      |
| 2020                        | Gimli Film Festival                                               | Гран-прі журі                                      | Ірина Цілик                 | Номінація                   | [ 18 ] [ 19 ] [ 20 ]        |
| 2020                        | International Human Rights Documentary Film Festival              | Премія за кіно про права людини - Особлива згадка  | Ірина Цілик                 | Перемога                    | [ 21 ]                      |
| 2020                        | Millennium Docs Against Gravity                                   | Найкраща операторська робота                       | В’ячеслав Цвєтков           | Перемога                    | [ 22 ] [ 23 ] [ 24 ]        |
| 2020                        | Millennium Docs Against Gravity                                   | Bydgoszcz ART.DOC                                  | Ірина Цілик                 | Перемога                    | [ 22 ] [ 24 ]               |
| 2020                        | Millennium Docs Against Gravity                                   | Гран-прі                                           | Ірина Цілик                 | Перемога                    | [ 22 ] [ 23 ] [ 24 ]        |
| 2020                        | Фестиваль «Один світ»                                             | Міжнародний конкурс                                | Ірина Цілик                 | Номінація                   | [ 25 ] [ 26 ]               |
| 2020                        | Reykjavík International Film Festival                             | Інше завтра                                        | Ірина Цілик                 | Перемога                    | [ 27 ]                      |
| 2020                        | Кінофестиваль «Санденс»                                           | Найкраща режисура                                  | Ірина Цілик                 | Перемога                    | [ 28 ]                      |
| 2020                        | São Paulo International Film Festival                             | Конкурс нових режисерів – Найкращий документальний | Ірина Цілик                 | Номінація                   | [ 29 ] [ 30 ]               |
| 2020                        | Tallgrass Film Festival                                           | DOXX Spotlight                                     | Ірина Цілик                 | Перемога                    | [ 31 ]                      |
| 2020                        | Кіноколо (3-тя церемонія вручення)                                | Відкриття року                                     | Ірина Цілик, Анна Капустіна | Номінація                   | [ 28 ] [ 32 ]               |
| 2020                        | Кіноколо (3-тя церемонія вручення)                                | Найкращий документальний фільм                     | Ірина Цілик, Анна Капустіна | Перемога                    | [ 28 ]                      |
| 2020                        | Кіноколо (3-тя церемонія вручення)                                | Найкращий режисер                                  | Ірина Цілик                 | Номінація                   | [ 32 ]                      |
| 2020                        | CPH:DOX                                                           |                                                    |                             | Номінація                   | [ 33 ]                      |
| 2020                        | Цюрихський кінофестиваль                                          | Міжнародний документальний фільм                   | Ірина Цілик                 | Перемога                    | [ 34 ]                      |
| 2020                        | Zinebi - Bilbao International Documentary and Short Film Festival | Міжнародний конкурс першого фільму                 | Ірина Цілик                 | Перемога                    | [ 35 ]                      |
| 2020                        | Underhill Fest                                                    | Міжнародний фільм                                  | Ірина Цілик                 | Перемога                    | [ 36 ] [ 37 ]               |
| 2020                        | Fünf Seen Filmfestival                                            | Нагорода за документальне кіно                     | Ірина Цілик                 | Перемога                    | [ 38 ]                      |
| 2020                        | CinéDOC-Tbilisi                                                   | Міжнародний конкурс                                | Ірина Цілик                 | Перемога                    | [ 39 ]                      |
| 2021                        | Cinema Eye Honors                                                 | Spotlight Award                                    | Ірина Цілик                 | Перемога                    | [ 40 ]                      |
| 2021                        | Міжнародна асоціація документалістів (IDA)                        | Найкраща операторська робота                       | В’ячеслав Цвєтков           | Перемога                    | [ 41 ] [ 42 ]               |
| 2021                        | DocPoint – Helsingin dokumenttielokuvafestivaali                  |                                                    |                             | Номінація                   | [ 43 ] [ 44 ]               |